# Hisua
Hisua é um cidade no distrito de Nawada, no estado indiano de Bihar.

## Geografia
Hisua está localizada a 24° 50′ N, 85° 25′ L. Tem uma altitude média de 93 metros (305 pés).

## Demografia
Segundo o censo de 2001, Hisua tinha uma população de 25.045 habitantes. Os indivíduos do sexo masculino constituem 52% da população e os do sexo feminino 48%. Hisua tem uma taxa de literacia de 51%, inferior à média nacional de 59,5%: a literacia no sexo masculino é de 59% e no sexo feminino é de 41%. Em Hisua, 18% da população está abaixo dos 6 anos de idade.